# Althüttendorf
Althüttendorf ist eine Gemeinde im Amt Joachimsthal (Schorfheide) am Nordrand des Landkreises Barnim im Bundesland Brandenburg.

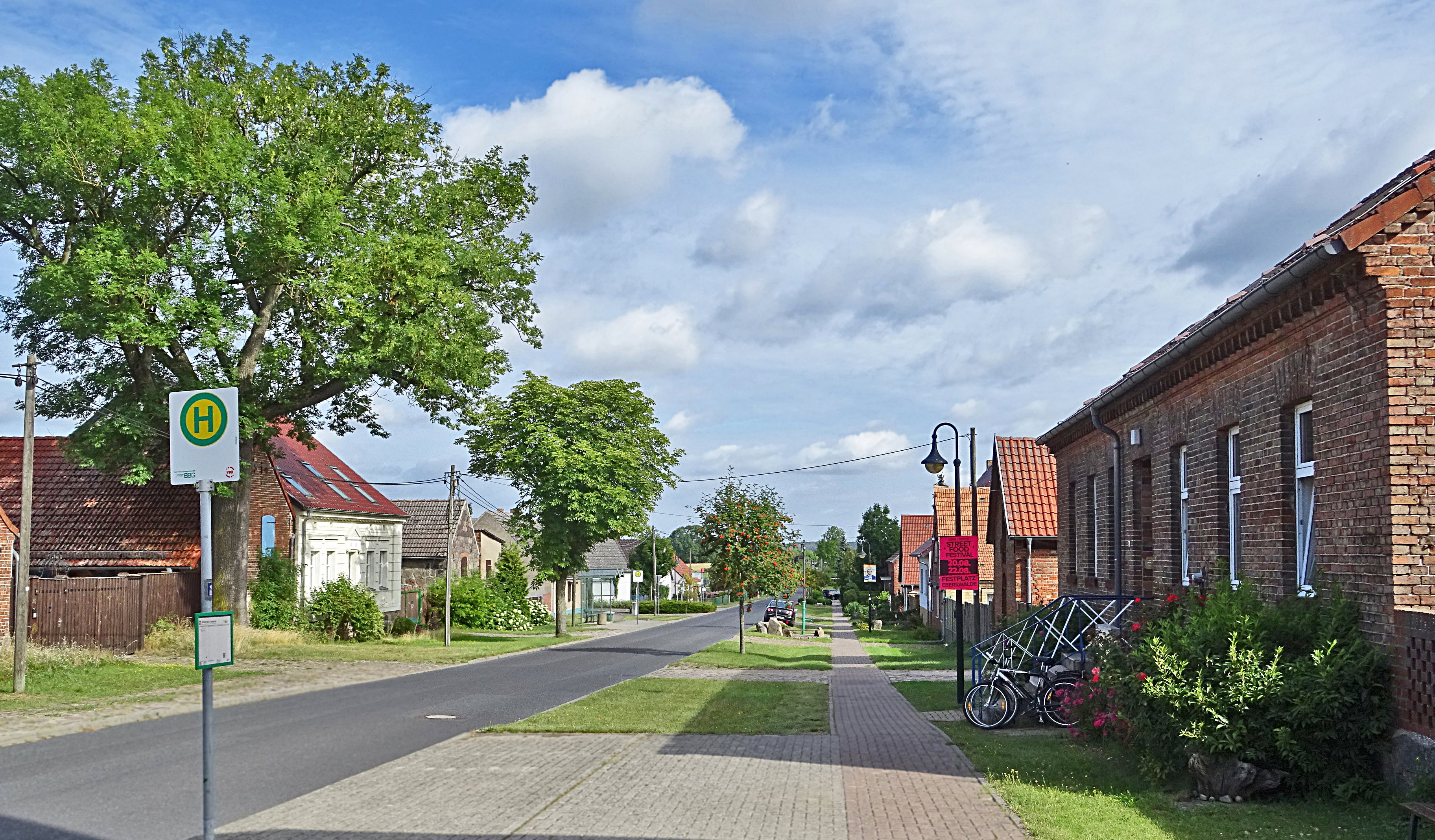
Dorfstraße

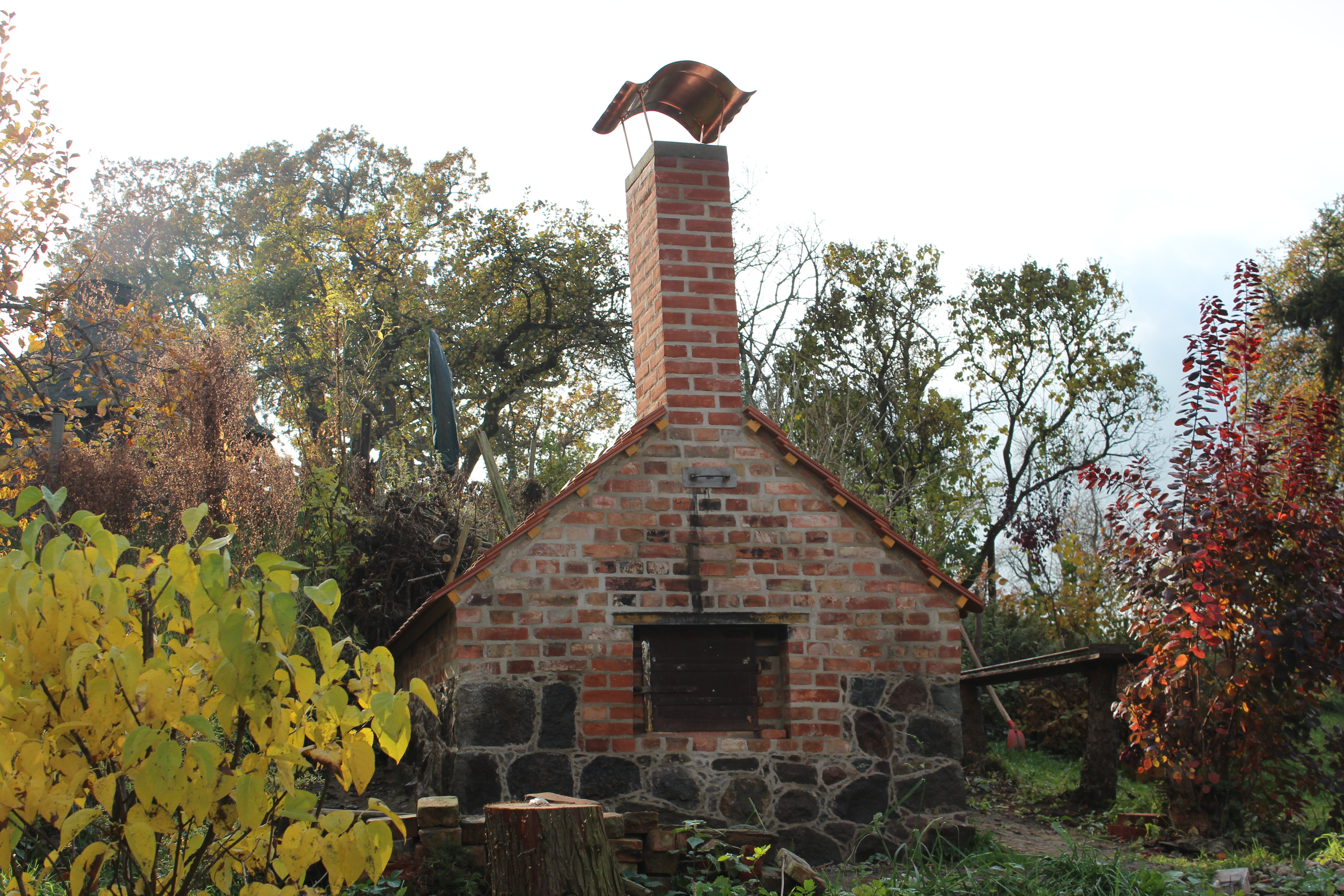
Restauriertes Backhaus

## Geographie
Der Ort liegt im Endmoränengebiet der pommerschen Eisrandlage der Weichseleiszeit am Ostufer des Grimnitzsees.
Nachbargemeinden
Die Gemeinde grenzt im Osten an die Gemeinde Ziethen, im Süden an die Gemeinde Chorin, im Westen an die Stadt Joachimsthal (alle Landkreis Barnim) und im Norden an die Stadt Angermünde im Landkreis Uckermark.

## Gemeindegliederung
Althüttendorf besteht aus den Ortsteilen Althüttendorf und Neugrimnitz.

## Geschichte
Althüttendorf gehörte von 1817 bis 1952 zum Landkreis Angermünde, von 1952 bis 1990 zum Kreis Eberswalde im DDR-Bezirk Frankfurt (Oder)  und ist seit 1993 Teil des Landkreises Barnim. Die Gemeinde Neugrimnitz wurde am 1. Januar 2003 nach Althüttendorf eingemeindet.

### Althüttendorf
Das Dorf Althüttendorf entstand aus einer Glashütte, die von der Burg Grimnitz hierher verlegt wurde. Die Grimnitzer Glashütte in Althüttendorf wurde im Jahr 1653 vom kurfürstlichen Oberjägermeister gegründet, der hier böhmische und hessische Glasmacher ansiedelte. Mit der Inbetriebnahme des Bahnhofs im Jahre 1898 entwickelte sich daneben die Steinschlägerei. Hierfür wurden die bis zu acht Meter mächtigen Blockpackungen in den Ihlowbergen abgebaut. Ende der 1960er Jahre wurde der Abbau eingestellt.
Im Ortsteil wurde zu DDR-Zeiten ein Ferienlager errichtet und unterhalten.

### Neugrimnitz
In der heutigen Ortslage von Neugrimnitz entstand während des Brandenburgisch-Schwedischen Krieges (1675–1679) eine Glashütte. Später kamen ein Brauhaus, ein Backhaus und umfangreiche Stallungen hinzu. 1682 wurde hier die dritte Grimnitzer Glashütte von Gabriel Supe errichtet.
Bis in das Jahr 1749 unterstanden die Vorwerke Neugrimnitz, Grumsin und Mellin der Verwaltung des Liebenwalder Amtes. Bis 1839 bildeten sie dann das königliche Amt Grimnitz. Im Jahr 1745 wurde eine neue Glashütte eingeweiht. Sie existierte bis Ende des 18. Jahrhunderts und stellte grüne Gläser her. Neben der Glasherstellung entwickelte sich die Landwirtschaft zum zweiten Standbein von Neugrimnitz. So wurden um 1850 883 Morgen Land von 13 Tagelöhnerfamilien bestellt. Zeitweilig wurden hier auch bis zu 2000 Schafe gehalten. Andere wichtige Einnahmen kamen aus dem Betrieb der ansässigen Brauerei und der Brennerei.

## Bevölkerungsentwicklung
| Jahr | Althüttendorf | Neugrimnitz |  | Jahr | Althüttendorf | Neugrimnitz |      | Jahr | Althüttendorf |
| ---- | ------------- | ----------- |  | ---- | ------------- | ----------- | ---- | ---- | ------------- |
| 1875 | 598           | 352         |  | 1946 | 719           | 193         | 2003 | 734  |               |
| 1890 | 519           | 194         |  | 1950 | 769           | 197         | 2005 | 742  |               |
| 1910 | 562           | 201         |  | 1964 | 676           | 131         | 2010 | 749  |               |
| 1925 | 590           | 180         |  | 1971 | 654           | 129         | 2015 | 614  |               |
| 1933 | 622           | 164         |  | 1981 | 560           | 100         | 2020 | 607  |               |
| 1939 | 630           | 143         |  | 1985 | 575           | 89          | 2021 | 628  |               |
|      |               |             |  | 1990 | 540           | 85          | 2022 | 700  |               |
|      |               |             |  | 1995 | 704           | 68          | 2023 | 687  |               |
|      |               |             |  | 2000 | 678           | 88          | 2024 | 675  |               |
|      |               |             |  | 2002 | 646           | 91          |      |      |               |

Gebietsstand des jeweiligen Jahres, Einwohnerzahl: Stand 31. Dezember (ab 1991). Ab 2011 auf Basis des Zensus 2011. Ab 2022 auf Basis Zensus 2022

## Politik

### Gemeindevertretung
Die Gemeindevertretung von Althüttendorf besteht aus acht Mitgliedern und dem ehrenamtlichen Bürgermeister. Die Kommunalwahl am 9. Juni 2024 führte zu folgendem Ergebnis:
| Wählergruppe                        | Sitze 2019 |  | Sitze 2024 | Stimmenanteil 2024 |
| ----------------------------------- | ---------- |  | ---------- | ------------------ |
| Freiwillige Feuerwehr Althüttendorf | 3          |  | 3          | 39,8 %             |
| Heimatverein Althüttendorf          | —          |  | 2          | 22,6 %             |
| Einzelbewerberin Marion Pieper      | —          |  | 1          | 16,9 %             |
| Einzelbewerber Volker Gaedeke       | —          |  | 1          | 15,3 %             |
| Einzelbewerber Matthias Schlesinger | —          |  | 1          | 05,3 %             |
| Tradition und Zukunft Althüttendorf | 3          |  | —          | —                  |
| Einzelbewerberin Madita Vogel       | 1          |  | —          | —                  |
| Einzelbewerberin Gudrun Gaedeke     | 1          |  | —          | —                  |

### Bürgermeister
- 1998–2019: Siegfried Ortlieb (Wählergruppe Tradition und Zukunft)[9]
- seit 2019: Wilfried Kornack (Wählergruppe Freiwillige Feuerwehr)

Kornack wurde in der Bürgermeisterwahl am 26. Mai 2019 mit 61,4 Prozent der gültigen Stimmen für eine Amtsdauer von fünf Jahren gewählt.

Er wurde am 9.6.24 ohne Gegenkandidaten mit 66,7 % der gültigen Stimmen für eine fünfjährige Amtszeit wiedergewählt.

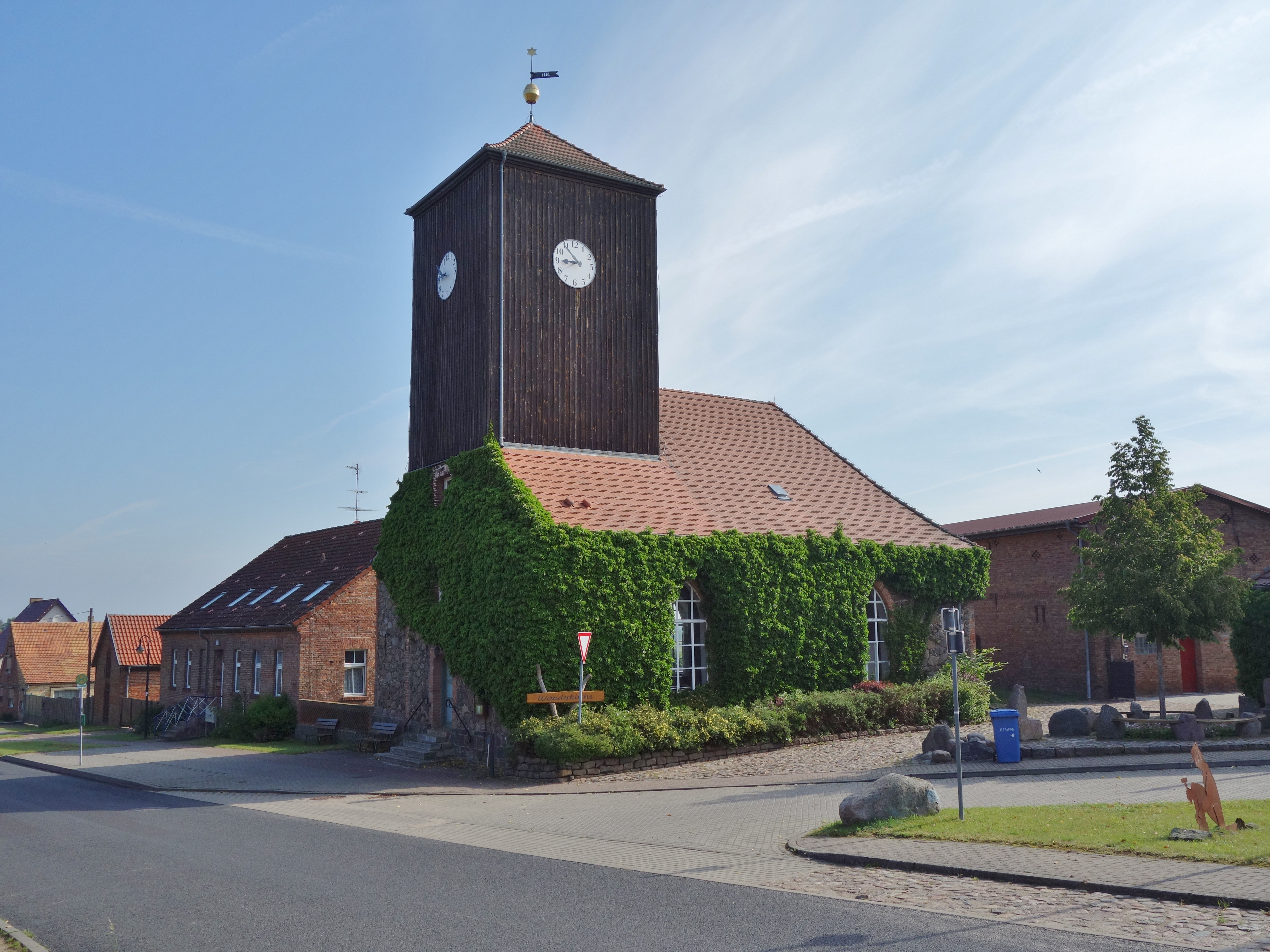
Dorfkirche Althüttendorf

## Sehenswürdigkeiten
In der Liste der Baudenkmale in Althüttendorf und in der Liste der Bodendenkmale in Althüttendorf stehen die in der Denkmalliste des Landes Brandenburg eingetragenen Kulturdenkmale.
Zu den Sehenswürdigkeiten der Gemeinde zählt die Dorfkirche, die 1803–1810 aus Stein und Holz gebaut wurde. Als „Wanderkirche“ bietet sie Wanderern und Fahrradfahrern einen Ruhepunkt. 2013 wurde am Dorfplatz eine Skulpturengruppe (drei nordische Schicksalsgöttinnen) des Metallbildhauers Eckhard Herrmann enthüllt.
 Naturdenkmale 

## Wirtschaft und Infrastruktur

### Wirtschaft
Althüttendorf ist dörflich geprägt, in den Sommermonaten gewinnt der Individualtourismus (Urlaub auf dem Bauernhof) immer mehr an Bedeutung.

### Verkehr
Straßenverkehr

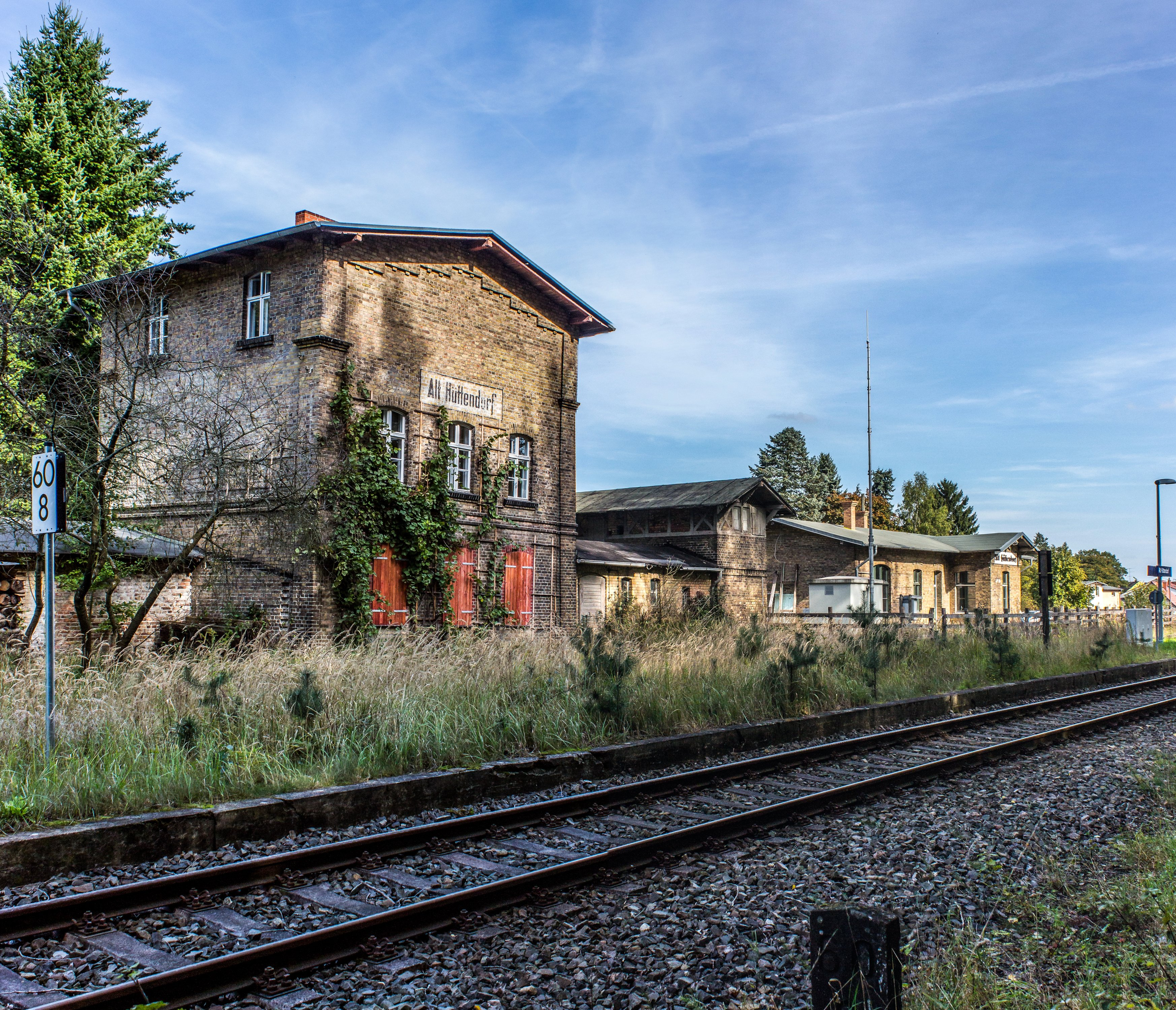
Bahnhof Alt Hüttendorf

Die Bundesautobahn 11 Berlin–Stettin durchquert von Südwesten nach Norden das Gemeindegebiet. Am Südostrand des Ortsteils Althüttendorf liegt die Autobahnanschlussstelle Joachimsthal. Hier enden die von Osten aus Richtung Angermünde in die Gemeinde führende Bundesstraße 198 und die von Westen aus Richtung Joachimsthal kommende Landesstraße 220.
Eisenbahnverkehr
Am Westrand des Ortsteils Althüttendorf befindet sich der Bahnhof Alt Hüttendorf an der Bahnstrecke Britz–Templin-Fürstenberg/Havel, auf der Züge der Regionalbahnlinie RB 63 der NEB Betriebsgesellschaft mbH zwischen Eberswalde und Joachimsthal verkehren.